# Green County (Kentucky)
Green County je okres ve státě Kentucky v USA. K roku 2010 zde žilo 11 258 obyvatel. Správním městem okresu je Greensburg. Celková rozloha okresu činí 748 km².

## Sousední okresy
| Růžice kompasu |                 | LaRue County            | Taylor County | Růžice kompasu |
| Růžice kompasu | Hart County     | Sever                   |               | Růžice kompasu |
| Růžice kompasu | Hart County     | Green County (Kentucky) |               | Růžice kompasu |
| Růžice kompasu | Hart County     | Jih                     |               | Růžice kompasu |
| Růžice kompasu | Metcalfe County |                         | Adair County  | Růžice kompasu |